# Futbol Club Barcelona 2024-2025
La presente voce raccoglie le informazioni riguardanti il Futbol Club Barcelona nelle competizioni ufficiali della stagione 2024-2025.

## Maglie e sponsor
Il fornitore tecnico per la stagione 2024-2025 è Nike, mentre il composit sponsor è Spotify. Altri sponsor sono Ambilight TV e UNHCR.
| Casa | Trasferta | Terza divisa |

## Rosa
Rosa, numerazione e ruoli sono aggiornati al 5 ottobre 2024. 
 In corsivo i calciatori ceduti durante la stagione
| N. |                      | Ruolo | Calciatore                       |
| -- | -------------------- | ----- | -------------------------------- |
| 1  | Germania (bandiera)  | P     | Marc-André ter Stegen (capitano) |
| 2  | Spagna (bandiera)    | D     | Pau Cubarsí                      |
| 3  | Spagna (bandiera)    | D     | Alejandro Balde                  |
| 4  | Uruguay (bandiera)   | D     | Ronald Araújo                    |
| 5  | Spagna (bandiera)    | D     | Iñigo Martínez                   |
| 6  | Spagna (bandiera)    | C     | Gavi                             |
| 7  | Spagna (bandiera)    | A     | Ferrán Torres                    |
| 8  | Spagna (bandiera)    | C     | Pedri                            |
| 9  | Polonia (bandiera)   | A     | Robert Lewandowski               |
| 10 | Spagna (bandiera)    | A     | Ansu Fati                        |
| 11 | Brasile (bandiera)   | A     | Raphinha (vice-capitano)         |
| 13 | Spagna (bandiera)    | P     | Iñaki Peña                       |
| 14 | Spagna (bandiera)    | C     | Pablo Torre                      |
| 15 | Danimarca (bandiera) | D     | Andreas Christensen              |
| 16 | Spagna (bandiera)    | C     | Fermín López                     |

| N. |                        | Ruolo | Calciatore         |
| -- | ---------------------- | ----- | ------------------ |
| 17 | Spagna (bandiera)      | C     | Marc Casadó        |
| 18 | Spagna (bandiera)      | A     | Pau Víctor         |
| 19 | Spagna (bandiera)      | A     | Lamine Yamal       |
| 20 | Spagna (bandiera)      | A     | Dani Olmo          |
| 21 | Paesi Bassi (bandiera) | C     | Frenkie de Jong    |
| 23 | Francia (bandiera)     | D     | Jules Koundé       |
| 24 | Spagna (bandiera)      | D     | Eric García        |
| 25 | Polonia (bandiera)     | P     | Wojciech Szczęsny  |
| 26 | Spagna (bandiera)      | P     | Ander Astralaga    |
| 28 | Spagna (bandiera)      | C     | Marc Bernal        |
| 32 | Spagna (bandiera)      | D     | Héctor Fort        |
| 35 | Spagna (bandiera)      | D     | Gerard Martín      |
| 36 | Spagna (bandiera)      | D     | Sergi Domínguez    |
| 39 | Spagna (bandiera)      | D     | Andrés Cuenca      |
| 40 | Ungheria (bandiera)    | P     | Áron Yaakobishvili |

## Calciomercato

### Sessione estiva
| Acquisti         | Acquisti        | Acquisti    | Acquisti                   |
| R.               | Nome            | da          | Modalità                   |
| ---------------- | --------------- | ----------- | -------------------------- |
| C                | Dani Olmo       | RB Lipsia   | definitivo (55 milioni €)  |
| A                | Pau Víctor      | Girona      | definitivo (2,7 milioni €) |
| Altre operazioni |                 |             |                            |
| R.               | Nome            | da          | Modalità                   |
| A                | Ansu Fati       | Brighton    | fine prestito              |
| D                | Sergiño Dest    | PSV         | fine prestito              |
| D                | Eric García     | Girona      | fine prestito              |
| D                | Chadi Riad      | Betis       | fine prestito              |
| D                | Clément Lenglet | Aston Villa | fine prestito              |
| D                | Julián Araujo   | Las Palmas  | fine prestito              |
| C                | Pablo Torre     | Girona      | fine prestito              |
| D                | Álex Valle      | Levante     | fine prestito              |
| A                | Estanis Pedrola | Sampdoria   | fine prestito              |

| Cessioni         | Cessioni        | Cessioni        | Cessioni                  |
| R.               | Nome            | a               | Modalità                  |
| ---------------- | --------------- | --------------- | ------------------------- |
| D                | Julián Araujo   | Bournemouth     | definitivo (10 milioni €) |
| D                | Mikayil Faye    | Rennes          | definitivo (10 milioni €) |
| C                | İlkay Gündoğan  | Manchester City | gratuito                  |
| D                | Chadi Riad      | Betis           | definitivo (9 milioni €)  |
| A                | Marc Guiu       | Chelsea         | definitivo (6 milioni €)  |
| A                | Estanis Pedrola | Sampdoria       | definitivo (3 milioni €)  |
| D                | Sergiño Dest    | PSV             | gratuito                  |
| C                | Oriol Romeu     | Girona          | prestito                  |
| D                | Álex Valle      | Celtic          | prestito                  |
| A                | Vitor Roque     | Betis           | prestito                  |
| D                | Clément Lenglet | Atlético Madrid | prestito (3 milioni €)    |
| C                | Sergi Roberto   |                 | svincolato                |
| D                | Marcos Alonso   |                 | svincolato                |
| Altre operazioni |                 |                 |                           |
| R.               | Nome            | da              | Modalità                  |
| A                | João Félix      | Atlético Madrid | fine prestito             |
| D                | João Cancelo    | Manchester City | fine prestito             |

### Sessione invernale
| Acquisti         | Acquisti         | Acquisti         | Acquisti         |
| R.               | Nome             | da               | Modalità         |
| Altre operazioni | Altre operazioni | Altre operazioni | Altre operazioni |
| R.               | Nome             | da               | Modalità         |
| ---------------- | ---------------- | ---------------- | ---------------- |
| D                | Álex Valle       | Celtic           | fine prestito    |

| Cessioni         | Cessioni         | Cessioni         | Cessioni         |
| R.               | Nome             | a                | Modalità         |
| Altre operazioni | Altre operazioni | Altre operazioni | Altre operazioni |
| R.               | Nome             | da               | Modalità         |
| ---------------- | ---------------- | ---------------- | ---------------- |
| D                | Álex Valle       | Como             | prestito         |

## Risultati

### Primera División

#### Girone di andata
| Arbitro: | Sánchez Martínez |

|          |           |                               |
| Duro 44’ | Marcatori | 45+5’, 49’ (rig.) Lewandowski |

| Arbitro: | Gil Manzano |

|                           |           |                   |
| Yamal 24’ Lewandowski 75’ | Marcatori | 42’ (rig.) Sancet |

| Arbitro: | Soto Grado |

|               |           |                    |
| Unai López 9’ | Marcatori | 60’ Pedri 82’ Olmo |

| Arbitro: | de Mera |

|                                                                         |           |  |
| Raphinha 20’, 64’, 72’ Lewandowski 24’ Koundé 45+2’ Olmo 82’ Torres 85’ | Marcatori |  |

| Arbitro: | Muñiz Ruiz |

|            |           |                                   |
| Stuani 80’ | Marcatori | 30’, 37’ Yamal 47’ Olmo 64’ Pedri |

| Arbitro: | Busquets Ferrer |

|              |           |                                                     |
| A. Pérez 38’ | Marcatori | 20’, 35’ Lewandowski 58’ P. Torre 74’, 83’ Raphinha |

| Arbitro: | González Fuertes |

|                 |           |  |
| Lewandowski 19’ | Marcatori |  |

| Arbitro: | Cuadra Fernández |

|                                                   |           |                      |
| Budimir 18’, 72’ (rig.) Zaragoza 28’ Bretones 85’ | Marcatori | 53’ Víctor 89’ Yamal |

| Arbitro: | Ortiz Arias |

|  |           |                          |
|  | Marcatori | 7’, 22’, 32’ Lewandowski |

| Arbitro: | De Burgos Bengoetxea |

|                                                         |           |            |
| Lewandowski 24’ (rig.), 39’ Pedri 28’ P. Torre 82’, 88’ | Marcatori | 87’ Idumbo |

| Arbitro: | Sánchez Martínez |

|  |           |                                             |
|  | Marcatori | 54’, 56’ Lewandowski 77’ Yamal 84’ Raphinha |

| Arbitro: | Munuera Montero |

|                            |           |           |
| Olmo 12’, 31’ Raphinha 23’ | Marcatori | 63’ Puado |

| Arbitro: | Cuadra Fernández |

|            |           |  |
| Becker 33’ | Marcatori |  |

| Arbitro: | Soto Grado |

|                          |           |                              |
| Alfon 84’ H. Álvarez 86’ | Marcatori | 15’ Raphinha 61’ Lewandowski |

| Arbitro: | Cordero Vega |

|              |           |                                |
| Raphinha 61’ | Marcatori | 49’ S. Ramírez 67’ Fábio Silva |

| Arbitro: | Muñiz Ruiz |

|                                |           |                               |
| Lo Celso 68’ (rig.) Diao 90+4’ | Marcatori | 39’ Lewandowski 82’ F. Torres |

| Arbitro: | Quintero González |

|  |           |                |
|  | Marcatori | 4’ S. González |

| Arbitro: | De Burgos Bengoetxea |

|           |           |                           |
| Pedri 30’ | Marcatori | 60’ De Paul 90+6’ Sørloth |

| Arbitro: | Gil Manzano |

|            |           |                                                                  |
| Muriqi 43’ | Marcatori | 12’ F. Torres 56’ (rig.), 74’ Raphinha 79’ F. de Jong 84’ Víctor |

#### Girone di ritorno
| Arbitro: | González Fuertes |

|               |           |           |
| Arambarri 34’ | Marcatori | 9’ Koundé |

| Arbitro: | Soto Grado |

|                                                                                             |           |          |
| F. de Jong 3’ Torres 8’ Raphinha 14’ F. López 24’, 45+4’ Lewandowski 66’ Tárrega 75’ (aut.) | Marcatori | 59’ Duro |

| Arbitro: | Martínez Munuera |

|                 |           |  |
| Lewandowski 61’ | Marcatori |  |

| Arbitro: | Hernández Hernández |

|           |           |                                                        |
| Vargas 8’ | Marcatori | 7’ Lewandowski 46’ F. López 55’ Raphinha 89’ E. García |

| Arbitro: | Melero López |

|                        |           |  |
| Lewandowski 28’ (rig.) | Marcatori |  |

| Arbitro: | Cordero Vega |

|  |           |                       |
|  | Marcatori | 62’ Olmo 90+5’ Torres |

| Arbitro: | Quintero González |

|                                                        |           |  |
| G. Martín 25’ Casadó 29’ R. Araújo 56’ Lewandowski 60’ | Marcatori |  |

| Arbitro: | Busquets Ferrer |

|                                            |           |  |
| Torres 11’ Olmo 21’ (rig.) Lewandowski 77’ | Marcatori |  |

| Arbitro: | De Burgos Bengoetxea |

|                            |           |                                               |
| J. Álvarez 45’ Sørloth 70’ | Marcatori | 72’ Lewandowski 78’, 90+8’ Torres 90+2’ Yamal |

| Arbitro: | Pulido Santana |

|                                                   |           |             |
| Krejčí 43’ (aut.) Lewandowski 61’, 77’ Torres 86’ | Marcatori | 53’ Danjuma |

| Arbitro: | Gil Manzano |

|         |           |           |
| Gavi 7’ | Marcatori | 17’ Natan |

| Arbitro: | Hernández Maeso |

|  |           |                  |
|  | Marcatori | 48’ (aut.) Sáenz |

| Arbitro: | Melero López |

|                                                |           |                              |
| Torres 12’ Olmo 64’ Raphinha 68’, 90+8’ (rig.) | Marcatori | 15’, 52’, 62’ Borja Iglesias |

| Arbitro: | Ortiz Arias |

|          |           |  |
| Olmo 46’ | Marcatori |  |

| Arbitro: | Muñiz Ruiz |

|               |           |                           |
| I. Sánchez 6’ | Marcatori | 54’ Raphinha 60’ F. López |

| Arbitro: | Hernández Hernández |

|                                           |           |                            |
| E. García 19’ Yamal 32’ Raphinha 34’, 45’ | Marcatori | 5’ (rig.), 14’, 70’ Mbappé |

| Arbitro: | Soto Grado |

|  |           |                          |
|  | Marcatori | 53’ Yamal 90+5’ F. López |

| Arbitro: | Martínez Munuera |

|                          |           |                                       |
| Yamal 38’ F. López 45+5’ | Marcatori | 4’ A. Pérez 50’ Comesaña 80’ Buchanan |

| Arbitro: | González Fuertes |

|  |           |                                        |
|  | Marcatori | 14’, 17’ Lewandowski 90+4’ (rig.) Olmo |

### Coppa del Re
| Arbitro: | de Mera Escuderos |

|  |           |                                              |
|  | Marcatori | 21’ E. García 31’, 47’ Lewandowski 56’ Torre |

| Arbitro: | Sánchez Martínez |

|                                                      |           |                 |
| Gavi 3’ Koundé 27’ Raphinha 58’ Torres 67’ Yamal 75’ | Marcatori | 84’ Vitor Roque |

| Arbitro: | Ortiz Arias |

|  |           |                                            |
|  | Marcatori | 3’, 17’, 30’ Torres 23’ F. López 59’ Yamal |

| Arbitro: | Hernández Hernández |

|                                                       |           |                                                          |
| Pedri 19’ Cubarsí 21’ I. Martínez 41’ Lewandowski 74’ | Marcatori | 1’ J. Álvarez 6’ Griezmann 84’ M. Llorente 90+3’ Sørloth |

| Arbitro: | Martínez Munuera |

|  |           |            |
|  | Marcatori | 27’ Torres |

| Arbitro: | De Burgos Bengoetxea |

|                                  |           |                           |
| Pedri 28’ Torres 84’ Koundé 116’ | Marcatori | 70’ Mbappé 77’ Tchouaméni |

### Supercoppa di Spagna
| Arbitro: | Ortiz Arias |

|  |           |                    |
|  | Marcatori | 17’ Gavi 52’ Yamal |

| Arbitro: | Gil Manzano |

|                       |           |                                                                 |
| Mbappé 5’ Rodrygo 60’ | Marcatori | 22’ Yamal 36’ (rig.) Lewandowski 39’, 48’ Raphinha 45+10’ Balde |

### UEFA Champions League

#### Fase campionato
| Arbitro: | Lindhout |

|                              |           |           |
| Akliouche 16’ Ilenikhena 71’ | Marcatori | 28’ Yamal |

| Arbitro: | Lambrechts |

|                                                                    |           |  |
| Lewandowski 8’, 51’ Raphinha 34’ I. Martínez 37’ Camara 81’ (aut.) | Marcatori |  |

| Arbitro: | Vinčić |

|                                       |           |          |
| Raphinha 1’, 45’, 56’ Lewandowski 36’ | Marcatori | 18’ Kane |

| Arbitro: | Eskås |

|                      |           |                                                              |
| Silas 27’ Milson 84’ | Marcatori | 13’ I. Martínez 43’, 53’ Lewandowski 55’ Raphinha 76’ Fermín |

| Arbitro: | Peljto |

|                                        |           |  |
| Lewandowski 10’ (rig.), 90+2’ Olmo 66’ | Marcatori |  |

| Arbitro: | Letexier |

|                          |           |                              |
| Guirassy 60’ (rig.), 78’ | Marcatori | 53’ Raphinha 75’, 85’ Torres |

| Arbitro: | Makkelie |

|                                                   |           |                                                                      |
| Paulidīs 2’, 22’, 30’ (rig.) R. Araújo 68’ (aut.) | Marcatori | 13’ (rig.), 78’ (rig.) Lewandowski 64’, 90+6’ Raphinha 86’ E. García |

| Arbitro: | Oliver |

|                      |           |                         |
| Yamal 47’ Araújo 72’ | Marcatori | 67’ Éderson 79’ Pašalić |

#### Fase a eliminazione diretta

##### Ottavi di finale
| Arbitro: | Zwayer |

|  |           |              |
|  | Marcatori | 61’ Raphinha |

| Arbitro: | Letexier |

|                             |           |              |
| Raphinha 11’, 42’ Yamal 27’ | Marcatori | 13’ Otamendi |

##### Quarti di finale
| Arbitro: | Eskås |

|                                             |           |  |
| Raphinha 25’ Lewandowski 48’, 66’ Yamal 77’ | Marcatori |  |

| Arbitro: | Mariani |

|                               |           |                       |
| Guirassy 11’ (rig.), 49’, 76’ | Marcatori | 54’ (aut.) Bensebaini |

##### Semifinali
| Arbitro: | Turpin |

|                                        |           |                             |
| Yamal 24’ Torres 38’ Sommer 65’ (aut.) | Marcatori | 1’ Thuram 21’, 64’ Dumfries |

| Arbitro: | Marciniak |

|                                                                   |           |                                  |
| L. Martínez 21’ Çalhanoğlu 45+1’ (rig.) Acerbi 90+3’ Frattesi 99’ | Marcatori | 54’ García 60’ Olmo 87’ Raphinha |

## Statistiche

### Statistiche di squadra
| Competizione        | Punti | In casa | In casa | In casa | In casa | In casa | In casa | In trasferta | In trasferta | In trasferta | In trasferta | In trasferta | In trasferta | In campo neutro | In campo neutro | In campo neutro | In campo neutro | In campo neutro | In campo neutro | Totale | Totale | Totale | Totale | Totale | Totale | DR   |
| Competizione        | Punti | G       | V       | N       | P       | Gf      | Gs      | G            | V            | N            | P            | Gf           | Gs           | G               | V               | N               | P               | Gf              | Gs              | G      | V      | N      | P      | Gf     | Gs     | DR   |
| ------------------- | ----- | ------- | ------- | ------- | ------- | ------- | ------- | ------------ | ------------ | ------------ | ------------ | ------------ | ------------ | --------------- | --------------- | --------------- | --------------- | --------------- | --------------- | ------ | ------ | ------ | ------ | ------ | ------ | ---- |
| Primera División    | 88    | 19      | 14      | 1       | 4       | 52      | 20      | 19           | 14           | 3            | 2            | 50           | 19           | -               | -               | -               | -               | -               | -               | 38     | 28     | 4      | 6      | 102    | 39     | +63  |
| Coppa del Re        | -     | 2       | 1       | 1       | 0       | 9       | 5       | 3            | 3            | 0            | 0            | 10           | 0            | 1               | 1               | 0               | 0               | 3               | 2               | 6      | 5      | 1      | 0      | 22     | 7      | +15  |
| Champions League    | 19    | 7       | 5       | 2       | 0       | 24      | 7       | 7            | 4            | 0            | 3            | 19           | 17           | -               | -               | -               | -               | -               | -               | 14     | 9      | 2      | 3      | 43     | 24     | +19  |
| Supercopa de España | -     | -       | -       | -       | -       | -       | -       | -            | -            | -            | -            | -            | -            | 2               | 2               | 0               | 0               | 7               | 2               | 2      | 2      | 0      | 0      | 7      | 2      | +5   |
| Totale              | -     | 28      | 20      | 4       | 4       | 86      | 31      | 28           | 21           | 2            | 5            | 78           | 36           | 3               | 3               | 0               | 0               | 10              | 4               | 59     | 43     | 7      | 9      | 174    | 72     | +102 |

### Andamento in campionato
| Giornata  | 1 | 2 | 3 | 4 | 5 | 6 | 7 | 8 | 9 | 10 | 11 | 12 | 13 | 14 | 15 | 16 | 17 | 18 | 19 | 20 | 21 | 22 | 23 | 24 | 25 | 26 | 27 | 28 | 29 | 30 | 31 | 32 | 33 | 34 | 35 | 36 | 37 | 38 |
| --------- | - | - | - | - | - | - | - | - | - | -- | -- | -- | -- | -- | -- | -- | -- | -- | -- | -- | -- | -- | -- | -- | -- | -- | -- | -- | -- | -- | -- | -- | -- | -- | -- | -- | -- | -- |
| Luogo     | T | C | T | C | T | T | C | T | T | C  | T  | C  | T  | T  | C  | T  | C  | C  | T  | T  | C  | C  | T  | C  | T  | C  | C  | T  | C  | C  | T  | C  | C  | T  | C  | T  | C  | T  |
| Risultato | V | V | V | V | V | V | V | P | V | V  | V  | V  | P  | N  | P  | N  | P  | P  | V  | N  | V  | V  | V  | V  | V  | V  | V  | V  | V  | N  | V  | V  | V  | V  | V  | V  | P  | V  |
| Posizione | 1 | 1 | 1 | 1 | 1 | 1 | 1 | 1 | 1 | 1  | 1  | 1  | 1  | 1  | 1  | 2  | 3  | 3  | 1  | 3  | 3  | 3  | 3  | 1  | 1  | 1  | 1  | 1  | 1  | 1  | 1  | 1  | 1  | 1  | 1  | 1  | 1  | 1  |

### Andamento in Champions League
| Giornata  | 1  | 2  | 3  | 4 | 5 | 6 | 7 | 8 |
| --------- | -- | -- | -- | - | - | - | - | - |
| Luogo     | T  | C  | C  | T | C | T | T | C |
| Risultato | P  | V  | V  | V | V | V | V | N |
| Posizione | 23 | 16 | 10 | 6 | 3 | 2 | 2 | 2 |

Legenda:

Luogo: C = Casa; T = Trasferta. Risultato: V = Vittoria; N = Pareggio; P = Sconfitta.

### Statistiche dei giocatori
| Giocatore       | Liga     | Liga | Liga        | Liga       | Coppa del Re | Coppa del Re | Coppa del Re | Coppa del Re | Champions League | Champions League | Champions League | Champions League | Supercoppa di Spagna | Supercoppa di Spagna | Supercoppa di Spagna | Supercoppa di Spagna | Totale   | Totale | Totale      | Totale     |
| Giocatore       | Presenze | Reti | Ammonizioni | Espulsioni | Presenze     | Reti         | Ammonizioni  | Espulsioni   | Presenze         | Reti             | Ammonizioni      | Espulsioni       | Presenze             | Reti                 | Ammonizioni          | Espulsioni           | Presenze | Reti   | Ammonizioni | Espulsioni |
| --------------- | -------- | ---- | ----------- | ---------- | ------------ | ------------ | ------------ | ------------ | ---------------- | ---------------- | ---------------- | ---------------- | -------------------- | -------------------- | -------------------- | -------------------- | -------- | ------ | ----------- | ---------- |
| R. Araújo       | 12       | 1    | 2           | 0          | 4            | 0            | 0            | 0            | 8                | 1                | 0                | 0                | 1                    | 0                    | 1                    | 0                    | 25       | 2      | 3           | 0          |
| A. Balde        | 32       | 0    | 2           | 0          | 3            | 0            | 1            | 0            | 10               | 0                | 1                | 0                | 2                    | 1                    | 0                    | 0                    | 47       | 1      | 4           | 0          |
| M. Bernal       | 3        | 0    | 2           | 0          | 0            | 0            | 0            | 0            | 0                | 0                | 0                | 0                | 0                    | 0                    | 0                    | 0                    | 3        | 0      | 2           | 0          |
| M. Casadó       | 23       | 1    | 4           | 1          | 1            | 0            | 0            | 0            | 10               | 0                | 1                | 0                | 2                    | 0                    | 0                    | 0                    | 36       | 1      | 5           | 1          |
| A. Christensen  | 5        | 0    | 3           | 0          | 0            | 0            | 0            | 0            | 1                | 0                | 0                | 0                | 0                    | 0                    | 0                    | 0                    | 6        | 0      | 3           | 0          |
| P. Cubarsí      | 35       | 0    | 3           | 0          | 6            | 1            | 0            | 0            | 13               | 0                | 2                | 1                | 2                    | 0                    | 0                    | 0                    | 56       | 1      | 5           | 1          |
| A. Cuenca       | 0        | 0    | 0           | 0          | 0            | 0            | 0            | 0            | 1                | 0                | 0                | 0                | 0                    | 0                    | 0                    | 0                    | 1        | 0      | 0           | 0          |
| F. de Jong      | 26       | 2    | 3           | 0          | 6            | 0            | 2            | 0            | 13               | 0                | 2                | 0                | 1                    | 0                    | 0                    | 0                    | 46       | 2      | 7           | 0          |
| S. Domínguez    | 3        | 0    | 1           | 0          | 1            | 0            | 0            | 0            | 2                | 0                | 0                | 0                | 0                    | 0                    | 0                    | 0                    | 6        | 0      | 1           | 0          |
| A. Fati         | 6        | 0    | 1           | 0          | 1            | 0            | 0            | 0            | 4                | 0                | 0                | 0                | 0                    | 0                    | 0                    | 0                    | 11       | 0      | 1           | 0          |
| T. Fernández    | 0        | 0    | 0           | 0          | 1            | 0            | 0            | 0            | 0                | 0                | 0                | 0                | 0                    | 0                    | 0                    | 0                    | 1        | 0      | 0           | 0          |
| H. Fort         | 17       | 0    | 2           | 0          | 1            | 0            | 0            | 0            | 2                | 0                | 0                | 0                | 0                    | 0                    | 0                    | 0                    | 20       | 0      | 2           | 0          |
| E. García       | 29       | 2    | 4           | 0          | 6            | 1            | 0            | 0            | 9                | 2                | 0                | 1                | 1                    | 0                    | 0                    | 0                    | 45       | 5      | 4           | 1          |
| Gavi            | 26       | 1    | 4           | 0          | 4            | 1            | 1            | 0            | 10               | 0                | 1                | 0                | 2                    | 1                    | 0                    | 0                    | 42       | 3      | 6           | 0          |
| J. Koundé       | 32       | 2    | 4           | 0          | 6            | 2            | 0            | 0            | 13               | 0                | 1                | 0                | 2                    | 0                    | 1                    | 0                    | 53       | 4      | 6           | 0          |
| R. Lewandowski  | 34       | 27   | 1           | 0          | 3            | 3            | 1            | 0            | 13               | 11               | 0                | 0                | 2                    | 1                    | 1                    | 0                    | 52       | 42     | 3           | 0          |
| Fermín          | 28       | 6    | 3           | 1          | 6            | 1            | 1            | 0            | 11               | 1                | 1                | 0                | 1                    | 0                    | 0                    | 0                    | 46       | 8      | 5           | 1          |
| G. Martín       | 28       | 1    | 2           | 0          | 5            | 0            | 2            | 0            | 8                | 0                | 0                | 0                | 1                    | 0                    | 0                    | 0                    | 42       | 1      | 4           | 0          |
| I. Martínez     | 28       | 0    | 5           | 0          | 5            | 1            | 0            | 0            | 11               | 2                | 0                | 0                | 2                    | 0                    | 1                    | 0                    | 46       | 3      | 6           | 0          |
| D. Olmo         | 25       | 10   | 1           | 0          | 4            | 0            | 0            | 0            | 9                | 2                | 0                | 0                | 1                    | 0                    | 0                    | 0                    | 39       | 12     | 1           | 0          |
| Pedri           | 37       | 4    | 2           | 0          | 6            | 2            | 0            | 0            | 14               | 0                | 0                | 0                | 2                    | 0                    | 0                    | 0                    | 59       | 6      | 2           | 0          |
| I. Peña         | 16       | -17  | 1           | 0          | 1            | -1           | 0            | 0            | 5                | -5               | 0                | 0                | 1                    | -1                   | 0                    | 0                    | 23       | -24    | 1           | 0          |
| Raphinha        | 36       | 18   | 4           | 0          | 5            | 1            | 2            | 0            | 14               | 13               | 0                | 0                | 2                    | 2                    | 1                    | 0                    | 57       | 34     | 7           | 0          |
| D. Rodríguez    | 1        | 0    | 0           | 0          | 0            | 0            | 0            | 0            | 0                | 0                | 0                | 0                | 0                    | 0                    | 0                    | 0                    | 1        | 0      | 0           | 0          |
| W. Szczęsny     | 15       | -12  | 1           | 0          | 5            | -6           | 0            | 0            | 8                | -17              | 0                | 0                | 2                    | -1                   | 0                    | 1                    | 30       | -36    | 1           | 1          |
| P. Víctor       | 21       | 2    | 2           | 0          | 2            | 0            | 0            | 0            | 6                | 0                | 1                | 0                | 0                    | 0                    | 0                    | 0                    | 29       | 2      | 3           | 0          |
| M.A. ter Stegen | 8        | -9   | 0           | 0          | 0            | -0           | 0            | 0            | 1                | -2               | 0                | 0                | 0                    | -0                   | 0                    | 0                    | 9        | -11    | 0           | 0          |
| P. Torre        | 10       | 3    | 0           | 0          | 2            | 1            | 0            | 0            | 2                | 0                | 0                | 0                | 0                    | 0                    | 0                    | 0                    | 14       | 4      | 0           | 0          |
| Ferrán Torres   | 27       | 10   | 1           | 1          | 5            | 6            | 0            | 0            | 11               | 3                | 1                | 0                | 2                    | 0                    | 0                    | 0                    | 45       | 19     | 2           | 1          |
| L. Yamal        | 35       | 9    | 2           | 0          | 5            | 2            | 0            | 0            | 13               | 5                | 0                | 0                | 2                    | 2                    | 0                    | 0                    | 55       | 18     | 2           | 0          |